# Pseudopostega strigulata
Pseudopostega strigulata là một loài bướm đêm thuộc họ Opostegidae. Nó được Puplesis và Robinson miêu tả năm 1999. Nó là loài duy nhất được tìm thấy ở Assam ở Ấn Độ.